# Get a Horse!
Get a Horse! —en español: Es hora de viajar— es un cortometraje de animación 3D slapstick, producido por Walt Disney Animation Studios en 2013. Este cortometraje combina animación tradicional en blanco y negro y animación por computadora. El corto cuenta con los personajes de Walt Disney de finales de la década de 1920, y cuenta con grabaciones de archivo de Walt Disney como la voz de Mickey Mouse. Este corto marca el regreso de Mickey Mouse a la pantalla grande, ya que su última aparición había sido en el cortometraje Runaway Brain de 1995; también es la primera aparición de Oswald el conejo afortunado en una producción animada de Disney en 85 años.

## Argumento
La película comienza como si se tratase de un corto original de 1928. Mickey Mouse sale de su casa y ve a Horace tirando de una carreta con heno en donde están todos sus amigos tocando música. Salta a la carreta y ayuda a Minnie Mouse y Clarabelle a subir. Justo en ese momento, Peg-Leg Pete aparece en su auto. Pete queda impresionado con Minnie y la observa, por lo que Mickey pone a Clarabelle en lugar de Minnie para disgusto y horror de Pete. Enojado por haber sido burlado, Pete arrebata a Minnie y choca su auto con la carreta haciendo que Mickey y Horace vuelen hacia la pantalla. Pete, al ver que Mickey y Horace rebotan en la pantalla, los arroja con más fuerza hacia la pantalla, lo que hace que la atraviesen y caigan en un cine moderno a color. Pete se burla de Mickey desde el interior y cierra el agujero en la pantalla; Mickey intenta de nuevo regresar a su mundo pero no lo logra. Horace, quien había caído en las butacas del cine, camina hacia el escenario vistiendo una camiseta del Capitán América, usando gafas, llevando un teléfono inteligente y trayendo chocolates Hershey y palomitas de maíz. Mickey decide utilizar a Horace como un biplano para volar alrededor del cine y lanzarle los chocolates de Hershey a Pete a modo de balas. Sin embargo, se estrellan contra la pantalla y caen al escenario. Mickey encuentra el teléfono inteligente que Horace trajo, por lo que decide llamar a Pete a su teléfono; Pete al contestar  la llamada Horace lanza espuma de un extintor al teléfono inteligente y esta sale por el teléfono de Pete ocasionando que pierda el control de su auto.
El coche de Pete se estrella en un lago congelado y la pantalla se llena de agua. Mickey hace un agujero en la pantalla con su cola a modo de alfiler y deja que el agua se escape, causando que Pete, Minnie y los amigos de Mickey caigan en el cine. Mickey y Minnie se reencuentran; sin embargo, Pete persigue a los personajes dentro y fuera de la pantalla hasta que atrapa a Minnie de nuevo. Mickey trata de salvar a Minnie pero es arrojado por Pete hacia una viga de arriba del cine. Horace y los otros deciden subirse a la viga, oscilan como un péndulo y tratan de romper la pantalla entre todos, pero el plan solo logra voltear la pantalla al revés haciendo que Pete caiga. Pete cae en el suelo y su auto cae sobre él. Minnie le pide a Mickey que voltee la pantalla de nuevo; esta vez Pete cae sobre un cactus que lo hace saltar hacia una serie de acontecimientos que lo dejan golpeado.
Horace, Mickey y Minnie comienzan a reírse de Pete; de repente la mano de Horace queda atascada detrás de la pantalla. Mickey intenta sacarla, pero solo consigue hacer girar la pantalla horizontalmente. Mickey se percata de que al girar la pantalla se rebobinan las escenas. Al ver esto como una oportunidad, Mickey y Horace comienzan a girar la pantalla, haciendo que Pete repita todos los acontecimientos, dejándolo completamente fuera de combate.
Minnie entonces conduce el auto  con Pete en el remolque y choca el auto contra la pantalla haciendo que se rompa por completo, mostrando en color todo su mundo. Mickey y sus amigos entran en su mundo de nuevo, comienzan a tocar y a bailar (también Oswald asoma brevemente desde el lado de la pantalla). Mickey y sus amigos bajan una nueva pantalla monocromática; después Mickey se despide de Pete y el público. Él y Minnie se intentan besar pero Horace se interpone y le dan un beso en cada mejilla. A medida que un círculo negro cierra la vista, Pete, que ha despertado, trata de volver a través de la pantalla, pero solo consigue meter la cabeza antes de que el círculo se cierre. Segundos después, la solapa en los pantalones de Pete se abre para revelar las palabras "EL FIN".

## Doblaje
| Personaje    | Actor de voz original                    | Actor de doblaje    | Actor de doblaje      |
| ------------ | ---------------------------------------- | ------------------- | --------------------- |
| Mickey Mouse | Walt Disney (archivo)                    | Arturo Mercado Jr.  | José Padilla          |
| Mickey Mouse | Clarence Nash (archivo, sin acreditar)   | Arturo Mercado Jr.  | José Padilla          |
| Mickey Mouse | Jimmy MacDonald (archivo, sin acreditar) | Arturo Mercado Jr.  | José Padilla          |
| Minnie Mouse | Marcellite Garner (archivo)              | Diana Santos        | Nonia de la Gala      |
| Minnie Mouse | Russi Taylor                             | Diana Santos        | Nonia de la Gala      |
| Pete / Pedro | Billy Bletcher (archivo)                 | Francisco Colmenero | Juan Fernández Mejías |
| Pete / Pedro | Will Ryan (archivo)                      | Francisco Colmenero | Juan Fernández Mejías |

## Producción
Get a Horse! fue concebido y dirigido por Lauren MacMullan, que se convirtió en la primera mujer en dirigir una película animada de Disney Ella comenzó a trabajar en el corto después que el director de Wreck-It Ralph, Rich Moore, le dijo que Disney estaba buscando nuevas ideas para llevar a Mickey Mouse a la televisión. Ella a ser aficionada a los primeros cortos de Mickey Mouse, sobre todo debido a su simplicidad y frescura, decidió por un estilo parecido a la animación de 1920 para el nuevo cortometraje. La producción se realiza en un año y 6 meses, su animación a mano fue supervisada por Eric Goldberg, y su animación por ordenador por Adam Green. Para lograr el estilo de 1928 en la animación tradicional, se utilizaron filtros de desenfoque a la imagen para lograr envejecimiento, mientras que para la parte animada por computadora, se crearon nuevos modelos fieles a los diseños de los personajes de 1928. El equipo de producción incorporó grabaciones de archivo de la voz de Walt Disney quien dobló a Mickey Mouse entre los años 1928-1947, empalmándolo en el diálogo del personaje en el corto.

## Lanzamiento
Fue presentado el 11 de junio de 2013 en el Festival Internacional de Cine de Animación de Annecy, en Francia. Hizo su estreno en Estados Unidos el 9 de agosto de 2013, en la exposición D23 Expo en Anaheim, California, y acompañó en cines a la película de Walt Disney Animation Studios Frozen, que fue estrenada el 27 de noviembre de 2013.

### Formato casero
Get a Horse! hizo su debut en formato casero en el Blu-ray y DVD de Frozen el 18 de marzo de 2014. Get a Horse! se incluyó en el Blu-ray de Walt Disney Animation Studios Short Films Collection el 18 de agosto de 2015.

## La respuesta crítica
Todd McCarthy, de  The Hollywood Reporter, elogió el cortometraje como "uno de los cortos de animación más ingeniosos y más creativos en mucho tiempo". En particular, señala que la película "comienza como una animación en blanco y negro de los primeros dibujos animados de Mickey Mouse, pero luego estalla sus límites en color y 3D de manera maravillosa que recuerdan a la película de Buster Keaton El moderno Sherlock Holmes y a Woody Allen en The Purple Rose of Cairo. Es un ganador total". Scott Foundas de  Variety  calificó el corto como "absolutamente deslumbrante"  Drew McWeeny de HitFix alabó como "la pieza perfecta" y "enormemente entretenida", además agrega "La cineasta Lauren MacMullen capta perfectamente la apariencia de los primeros días de los estudios Disney, y es la primera vez que me he reído a carcajadas con Mickey Mouse. Es una actividad creativa y técnicamente precisa, celebra y deconstruye la historia animada de Disney de una forma muy divertida".

## Premios y nominaciones
| Premios                        | Premios                 | Premios                     | Premios                          | Premios   |
| Premio                         | Fecha de la ceremonia   | Categoría                   | Destinatarios y nominados        | Resultado |
| ------------------------------ | ----------------------- | --------------------------- | -------------------------------- | --------- |
| Premios Óscar                  | 2 de marzo de 2014      | Mejor cortometraje animado  | Lauren MacMullan & Dorothy McKim | Nominado  |
| Premios Annie                  | 1 de febrero de 2014    | Mejor cortometraje animado  | Lauren MacMullan                 | Ganador   |
| San Diego Film Critics Society | 11 de diciembre de 2013 | Mejor película de animación |                                  | Nominado  |